# 中国电动汽车百人会
中国电动汽车百人会是中华人民共和国的一个旨在促进电动汽车在中国发展的一个非政府组织。该组织于2014年5月5日成立，成员多来自政府、高等院校、科研机构、汽车产业相关。

## 历史沿革
2014年5月5日，中国电动汽车百人会在清华大学正式成立，时任中华人民共和国科技部部长的万钢出席现场。其宗旨为促进电动汽车作为中华人民共和国国家战略的实施和推广，其成员来自政府机构、科研院校、汽车产业等相关领域。